# زلزال تبريز 1727
زلزال تبريز 1727 هو زلزالٌ وقعَ في تبريز في إيران بتاريخ 1727.